# ロックアイランド (イリノイ州)
ロックアイランド（英: Rock Island）は、アメリカ合衆国イリノイ州の都市。ロックアイランド郡の郡庁所在地である。人口は3万7108人（2020年）。地名はミシシッピ川の大きな中州に由来する。この島は現在「アーセナル島」と呼ばれている。川の対岸はアイオワ州のダベンポートである。
モリーン、イーストモリーン、アイオワ州ダベンポート、ベッテンドルフとともに、クアッド・シティズ都市圏を構成している。クアッド・シティズ全体では約38万人の人口を抱えている。市には国内最大の工廠であるロックアイランド兵器廠があり、約6,000人を雇用している。
ダウンタウンにはアートギャラリーや劇場、ナイトクラブ、カフェ、レストランなどが立ち並んでいる。ゴルフコース、公園、カジノ、植物園、マリーナ、歴史ツアー、サイクリングロード、フェスティバル等、娯楽・観光も充実している。
市は24/7ウォールストリートが発表した「手ごろな住宅市場ベスト25」にリストアップされた。

## 歴史

### ソーク族の村、ソークヌク
開拓者が入るまで、この地域は様々なネイティブアメリカン部族が支配していた。19世紀初頭までは、主としてソーク族に支配されていた。主要な村落であったソークヌク（Saukenuk）はロックアイランドの南側、ロック川沿いに位置していた。米英戦争の後、1816年に連邦政府は防衛のためにアームストロング砦を築いた。
ソークヌクはソーク族のブラックホーク酋長が生まれた場所である。1831年～32年にかけて行われたブラック・ホーク戦争は、彼の名が冠されている。アームストロング砦は、連邦政府軍の戦時中の司令部としての役割を果たした。現在はブラックホーク州立史跡となっており、ソークヌクがもともとあった場所を含め、アメリカ合衆国国家歴史登録財に登録されている。ロック川に沿ったハイキングコースや博物館も併設されており、周囲は森に囲まれている。

### 鉄道と発展

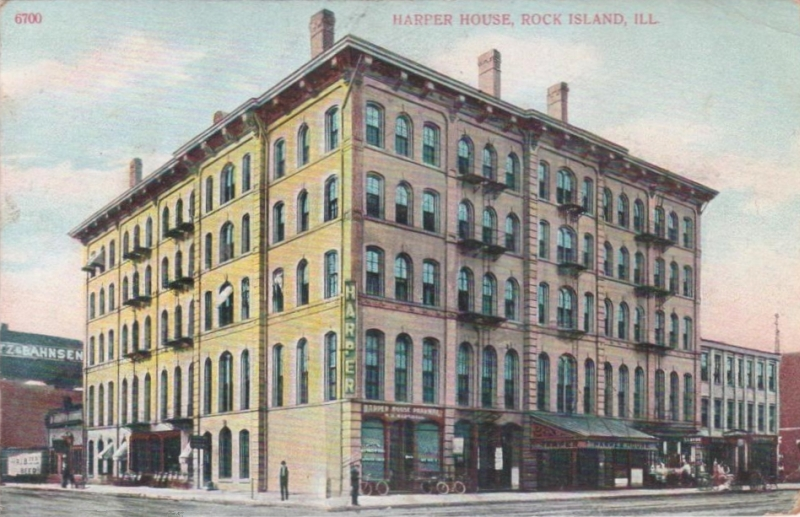
ハーパー・ハウス

シカゴ・ロック・アイランド・アンド・パシフィック鉄道は1854年にシカゴとロックアイランドを連絡する鉄道を建設した。これにより五大湖とミシシッピ川が初めて鉄道で結ばれた。ロックアイランドは物流の拠点となり急速に発展した。ダウンタウンにはハーパー・ハウスとロックアイランド・ハウスの2つの高級ホテルが建設された。ロックアイランド兵器廠では1880年代からアメリカ陸軍の装備品や兵器を製造した。しかし、1930年頃から鉄道は衰退期に入りロックアイランドはその地理的優位性を失った。鉄道は1980年に倒産し清算された。

### 橋梁
セントルイスの蒸気船とシカゴの鉄道はライバル関係にあった。1856年、ロックアイランドにミシシッピ川を渡る鉄道橋が架けられた。この橋は蒸気船にとって迷惑な障害物となった。橋が開通してから2週間後、蒸気船エフィー・アフトン号が橋に衝突し炎上した。橋は大きく損傷した 。エフィー・アフトン号のオーナーは鉄道会社を訴えた。弁護士団の一員であったエイブラハム・リンカーンは鉄道側を弁護した。このテストケースは合衆国最高裁判所で争われ、1872年に鉄道に有利な判決が下された 。この橋は現存していないが、アーセナル島には記念碑が遺されている。
第15ロック・アンド・ダムとガバメント橋は上述の鉄道橋の南西にある。ガバメント橋は1896年に完成した、上層が鉄道、下層が道路となっている珍しい橋である。
ロックアイランドとダベンポートを繋ぐ橋は他に3本ある。クレセント鉄道橋は鉄道専用の橋で、1899年に完成した。センテニアル橋は自動車専用の橋で、1940年に完成した。最も新しいのは、1973年に完成した州間高速道路280号橋（ジョン・F・ベイカー・ジュニア軍曹橋）である。
第15ロック・アンド・ダムは世界恐慌期の1934年に公共事業促進局の計画で建設された、世界最大のローラーダムである。このダムは洪水調節機能ではなく、川の航行を容易にすること目的としている。
市の南側、マイラン市との間にはロック川が流れている。マイラン市との間にはヘネピン運河やシアーズダムもある。2007年、ロックアイランドとモリーンの市境付近とマイランを結ぶ新しい橋が完成した。これにより、マイラン市やクアッド・シティ国際空港、また国道67号で南へ向かう時間が短縮された。

## 地理
ロックアイランドは北緯41度29分21秒 西経90度34分23秒 / 北緯41.48917度 西経90.57306度に位置している。
2010年国勢調査によると、市域全面積は17.872平方マイル (46.29 km2)で、このうち陸地が16.85平方マイル (43.64 km2)、水域が1.022平方マイル (2.65 km2)である。

## 経済
市の包括的年間財務報告書2010年版によれば、市内の大きな雇用者は以下の通りである。
| 順位 | 雇用主                             | 雇用者数 |
| ---- | ---------------------------------- | -------- |
| 1    | ロックアイランド兵器廠             | 8,500    |
| 2    | ユニティポイント・ヘルス           | 1,500    |
| 3    | ロックアイランド・マイラン第41学区 | 900      |
| 4    | ロックアイランド郡                 | 510      |
| 5    | オーガスタナ大学                   | 500      |
| 6    | ジャマーズ・カジノ & ホテル        | 450      |
| 7    | パフォーマンス・フード・グループ   | 450      |
| 8    | モダン・ウッドメン・オブ・アメリカ | 440      |
| 9    | YRCワールドワイド                  | 400      |
| 10   | ドーン・トランスファー社           | 300      |

## 開発
2017年4月からロックアイランド郡裁判所の建設が始まった。延べ床面積46,000平方フィートの建物内に4つの法廷、裁判所事務所、法律図書館、さらに巡回判事や州弁護士の事務所が備えられる。2,800万ドルが投じられたこの建設プロジェクトは2018年秋に完成予定である。旧裁判所は取り壊され、新たな建物が建設される予定となっている。

## 教育
市の大半はロックアイランド・マイラン教育学区の範囲内にあり、南西部の一部分はロックリッジ教育学区に含まれる。ロックアイランド・マイラン教育学区には13校の学校がある。その内訳は高校が1校、中学校が2校、小学校が9校、オルタナティブ教育校が1校となっている。市内にある私立学校はジョーダン・カトリック小学校、アレマン高校である。

### 高校
- アレマン高校
- ロックアイランド高校
- ロックリッジ高校（所在地はイリノイ州テイラーリッジ）

### 大学
- オーガスタナ大学

## 見どころ
- オーガスタナ大学
- ブラックホーク州立史跡
- ジャマーズ・カジノ & ホテル
- ブロードウェイ歴史地区
- チッピアノック墓地
- ハウバーグ市民センター
- ロングビュー温室・庭園
- クアッド・シティ植物園
- ロックアイランド市立図書館
- ロックアイランド兵器廠

ロックアイランドにはヒンドゥー教の寺院がある。寺院は2007年に開かれた。寺院が建設される以前は、ヒンドゥー教の礼拝者はセントルイスやピオリアに行かねばならなかった。

## スポーツ
1920年にロックアイランドのダグラス・パークで後にNFLとなるアメリカンフットボールの試合が開催された。1920年にNFL（正確には当時はまだAPFA）に加盟したロックアイランド・インディペンデンツ（1907年～1926年）が主催した。
ロックアイランド・アイランダーズはマイナーリーグの野球チームで、1901年から1948年までの37シーズン存在した。本拠地はダグラス・パークで、シンシナティ・レッズとフィラデルフィア・アスレチックスの傘下にあった。
毎年レイバー・デーの週末に開催されるロックアイランド・グランプリには、全米、さらに世界中からも選手が詰めかける。1997年に法的責任のためにレースが中止されたのを除き、1994年から毎年開催されている。
ロックアイランド高校はバスケットボールや陸上競技、レスリングで州のチャンピオンに輝いたことがある。アメリカンフットボールも長年にわたり強豪である。

## メディア
ロックアイランドにはWHBF-TVのテレビ局がある。WHBFはクアッド・シティ地域に2つあるテレビ局のうちの一つである（もう1つは川向うのアイオワ州にあるKWQC-TV）。かつてはWHBF-TVの姉妹局のAM、FM放送局もあった。現在はそれぞれWKBF、WLKUと名前を変えている。
ナショナル・パブリック・ラジオに加盟しているWVIKは市内のオーガスターナ大学が所有しているラジオ局である。他にはWGVV-LPのラジオ局がある。
市にはアメリカ海洋大気庁ウェザーラジオ、WXJ73のラジオ局がある。番組はダベンポートのアメリカ国立気象局が作成する。

## 映画、文学作品等に登場したロックアイランド
- ジュール・ヴェルヌの『八十日間世界一周』では主人公フィリアス・フォッグがロックアイランドでミシシッピ川を渡った。
- 「ロックアイランド・ライン」は1934年に最初の録音がなされた。ジョン・ローマックスやロニー・ドネガン、ジョニー・キャッシュ、ボビー・ダーリン等、多くのアーティストの録音が残されている。
- マーガレット・ミッチェルの『風と共に去りぬ』で、アシュレー・ウィルクスは南北戦争中にアーセナル島に収監された。
- メレディス・ウィルソンのミュージカル『ミュージック・マン』で、冒頭の曲（というよりラップに近い）はロックアイランドと名付けられている。
- アイン・ランドの小説『肩をすくめるアトラス』で、ロックアイランドはプロジェクトXという兵器の範囲の外縁部にある。
- 1996年の映画『ハードエイト』で、ジョン・C・ライリー演じるジョンはロックアイランドに滞在していると言った。
- 2002年の映画『ロード・トゥ・パーディション』はロックアイランドが舞台となった。サウンドトラックの1曲目は「ロックアイランド」という曲名が付けられている。原作は1998年に出版されたグラフィックノベルで、ロックアイランドに実際に存在したギャング、ジョン・パトリック・ルーニーがモデルとなっている。
- 2001年の映画『アメリカン・スウィートハート』で、ラリー・キングはロックアイランドの視聴者からの電話に出た。

## 著名な出身者
- エディ・アルバート - グリーン・エーカーズや華麗な探偵ピート&マック等に出演した俳優。
- ブラックホーク酋長 - ソーク族の酋長。
- ジューン・ヘイヴァー - 女優。
- マディソン・キーズ - テニス選手。
- ジョナサン・トゥイート - ゲームデザイナー、作家。
- グレッグ・ノートン - ハスカー・ドゥのベーシスト。
- ヘンリー・キャントウェル・ウォレス - 第7代アメリカ合衆国農務長官を務めた政治家。